# Halid Bešlić
Halid Bešlić (în sârbă Халид Бешлић, pronunțat [xǎːlid bɛ̂ʃlitɕ]; n. 20 noiembrie 1953, Vrapci, Sokolac⁠(d), Republika Srpska, Bosnia și Herțegovina) este un cântăreț și interpret de muzică populară bosniacă care a cântat profesional începând din 1979. Cariera de cântăreț a lui Halid a fost una dintre cele mai de succes din Republica Socialistă Federativă Iugoslavia și continuă astăzi în întreaga regiune balcanică.

## Tinerețe
Bešlić s-a născut în satul Knežina, lângă Sokolac, Bosnia și Herțegovina, pe când făcea parte din Republica Socialistă Federativă Iugoslavia. 
Tatăl său Mujo Bešlić, un militar, a murit la 1 aprilie 2016, la vârsta de 83 de ani, într-un spital din Sarajevo. Halid, care se afla în turneu în Statele Unite la vremea respectivă, a reușit să ajungă la înmormântarea ținută într-un sat de Olovo, unde Mujo a trăit de la începutul războiului din Bosnia în 1992.

## Carieră
După ce a terminat serviciul militar obligatoriu în armata populară iugoslavă, Bešlić s-a mutat de la Knežina la Sarajevo și a început să cânte prin restaurante locale. După câțiva ani, primele sale lansări muzicale au fost opt single-uri între 1979 și 1982, iar primul său album de studio, intitulat Sijedi starac (Old Haired Old Man), a fost lansat în 1981. 
Până în 1984, a început să devină din ce în ce mai cunoscut, cu melodii populare precum "Neću, neću dijamante" (Nu vreau, nu vreau diamante) și "Budi budi uvijek srećna" (Întotdeauna, întotdeauna să fii o femeie fericită) care au fost auzite în toată Iugoslavia. 
De atunci, Bešlić a mai înregistrat 17 albume și a organizat nenumărate concerte. 
Bešlić a lansat opt albume în anii 1980, cu melodii de succes, printre care „Vraćam se majci u Bosnu” (Mă întorc la mama mea în Bosnia), „Sjećam se” (Îmi amintesc), „Hej, zoro, ne svani” (Hei, dimineață, nu veni) și „Eh, kad bi ti” (Numai de ai vrea). 
Halid a avut, de asemenea, mai multe piese de succes în anii 2000 și 2010. Albumul din 2003 Prvi poljubac a avut conținut de succes cu același nume. Piesa "Miljacka", numită după râul din Bosnia, a fost inclusă în albumul său din 2007 Halid 08 și melodiile "Štiklom o kamen" (Înălțimi de piatră) și "Kad zaigra srce od meraka" (Când inima dansează bucuroasă) au fost incluse în albumul Romanija (2013). 

## Viata personala
Bešlić s-a căsătorit cu soția sa Sejda în noiembrie 1977. 
În anii 1990, în timpul destrămării Iugoslaviei, Bosnia a intrat în război și Bešlić a organizat peste 500 de concerte umanitare în toată Europa pentru victimele din țara sa de origine. 
Bešlić a câștigat multe premii și a avut mare succes financiar cu cântecele sale. Printre noile sale afacere se numără o benzinărie și un hotel din periferia capitalei Sarajevo. 

### Accident auto în 2009
La 10 martie 2009, Bešlić și-a părăsit benzinăria în jurul orei 4 dimineața și a condus mașina sa Škoda Superb, dar din cauza condițiilor de gheață a alunecat și s-a prăbușit. Bešlić care nu purta centura de siguranță a suferit răni grave la nivelul feței și la ochiul drept, inițial fiind în comă. Toată Bosnia și Herțegovina și-a arătat îngrijorarea după accidentul lui Halid, așteptând orice veste cu privire la starea lui. În cele din urmă, s-a recuperat complet. Încercările de salvare a ochiului său au fost întreprinse în spitale din Bosnia, Turcia și Belgia, însă toate au fost în cele din urmă nereușite. După recuperare, Halid și-a refăcut încet drumul înapoi pe scena muzicală. Cel mai notabil a fost marele său concert de la Zagreb la sfârșitul lunii octombrie 2009. 
El a supraviețuit mai devreme unui alt accident de mașină, în 1986, cu cântăreața Suzana Mančić.

## Discografie
Single
- Grešnica / Ne budi mi nadu (1979) [8]
- Sijedi starac / Zašto je moralo tako da bude (1980)
- Mirela / Pet godina volio sam tebe (1981)
- Pjesma samo o njoj / Domovino, u srcu te nosimo (1982)

Albume de studio
- Sijedi starac (1981)
- Pjesma samo o njoj (1982)
- Dijamanti ... (1984) [9]
- Zbogom noći, zbogom zore (1985) [10]
- Otrov (1986) [11]
- Zajedno smo jači (1986)
- Eh, kad bi ti rekla mi, volim te (1987) [12]
- Mostovi tuge (1988) [13]
- Opet sam se zaljubio (1990)
- Ljiljani (1991)
- Grad moj (1993)
- Ne zovi me, ne traži me (1996)
- Robinja (1999) [14]
- U ime ljubavi (2000) [15]
- Prvi poljubac (2003)
- Halid 08 (2007)
- Romanija (2013)
- Trebević (2020)

- Ne zna juče da je sad (2011) cu Viki Miljković

Concerte
- Hala "Pionir" Beograd (uživo) (1988)
- Koncert Skenderija (2001)
- Halid Bešlić i gosti: Zetra Live (2004)
- Halid Bešlić i Crvena Jabuka: Melbourne, Australia (2012)